# Мира Фурлан
Мира Фурлан (на хърватски: Mira Furlan) е хърватска телевизионна, филмова и театрална актриса, родена на 7 септември 1955 г. в Загреб, Югославия (днешна Хърватия). Тя е член на Югославския национален театър и взима участие в редица местни телевизионни и филмови продукции, като спечелилият награда в Кан през 1985 г. филм на Емир Кустурица „Баща в командировка“. В периода 1993 – 1998 играе ролята на посланик Делен в научнофантастичния сериал „Вавилон 5“. Фурлан е известна и с ролята си на французойката Даниел Русо в популярния телевизионен сериал „Изгубени“.

## Филмография
- „Изгубени“ (18 епизода) – 2004 – 2010
- „Извинение“ – 2007
- „Шийна“ (1 епизод) – 2001
- „Вавилон 5: В началото“ – 1998
- „Вавилон 5: Трето пространство“ – 1998
- „Вавилон 5“ (96 епизода) – 1994 – 1998
- „Баща в командировка“ – 1985